# Back to Mine: Pet Shop Boys
Back to Mine: Pet Shop Boys és el nom de la recopilació realitzada pel grup anglès de pop electrònic Pet Shop Boys, dins de la sèrie "Back to Mine".
Com a excepció en el catàleg de la col·lecció, Neil i Chris van demanar que aquest volum fos doble, i així cadascú va omplir un disc amb les seves cançons preferides; en el cas de Tennant, va incloure peces de música clàssica i ambient, mentre el disc de Lowe es concentra en temes més ballables. En una entrevista, Tennant afirmà que la combinació del material present als dos discos donava com a resultat el so dels Pet Shop Boys.
Tots dos discos inclouen una peça de la cantant Dusty Springfield, a qui els Pet Shop Boys admiraven i amb qui col·laboraren en diverses ocasions. També s'hi inclou una cançó, "Passion", produïda per Bobby Orlando, que els mateixos Lowe i Tennant han considerat com "una de les principals claus de l'existència dels Pet Shop Boys".

## Temes

### Disc 1 (Lowe)
1. Don't cry tonight (Savage) - 4,54
2. Take a chance (Mr. Flagio) - 6,04
3. Dirty talk (Klein & M.B.O.) - 6,44
4. Passion (The Flirts) - 8,24
5. Ti sento (Matia Bazar) - 5,28
6. Never be alone (Justice vs. Simian) - 4,03
7. The show must go on (Queen) - 4,07
8. Stand on the word (Celestial Choir) - 4,32
9. I was born this way (Carl Bean) - 4,42
10. I'd rather leave while I'm in love (Dusty Springfield) - 2,45

### Disc two (Tennant)
1. Traum (Fairmont) - 4,49
2. Pulse pause repeat (Harold Budd, Ruben Garcia i Daniel Lentz) - 3,51
3. Microgravity (Biosphere) - 4,46
4. Come in! (II Movement) (Vladimir Martynov - Ensemble Opus Posth) - 4,24
5. Promenade sentimentale (Sentimental Walk) (Vladimir Cosma) - 2,32
6. La baie (Étienne Daho) - 5,19
7. Tiny (Vessel) - 3,38
8. Laura's theme (Craig Armstrong) - 2,30
9. One two three no gravity - Dettinger Mix (Closer Musik) - 5,04
10. Goin' back (Dusty Springfield) - 3,30
11. Lunz (Lunz) - 4,00
12. Sospiri Op. 70 (Edward Elgar - The New Philharmonic Orchestra dirigida per Sir John Barbirolli) - 5,04
13. DD Rhodes (www.jz-arkh.co.uk) - 4,53
14. Video kid (The Video Kid) - 4,04
15. Movement (Lobe) - 2,19
16. At Dusk (John Surman) - 2,06
17. Melodie Opus 47 No. 3 (Edvard Grieg) - 3,53